# Revingeby
Revinge è un'area urbana della Svezia situata nel comune di Lund, contea di Scania.
La popolazione rilevata nel censimento 2010 era di 545 abitanti .